# Озброєння (геральдика)

Герб німецького герцогства Берг, який може бути описаний таким блазоном: у срібному полі червоний лев, увінчаний синьою короною і озброєнням. Озброєння вказувати не обов'язково, оскільки синій колір червоної фігури вважається основою.

Озброєння — описує форму та колір частин тіла, які зустрічаються як негеральдичних фігур у геральдичних тварин, таких як кігті, роги, зуби, дзьоби, копита, гриви тощо. Однак язик та інші м'які частини не належать до озброєння у справжньому значенні, тому вони зазначаються окремо.

## Блазонування та тонування
Колір озброєння зазвичай відрізняється від кольору поля герба чи фігури герба. Враховуються вуха грифона, а також гребінь і борідка півня. Для риби можна тонувати по-різному плавники. В описі герба (блазоні) вказуються всі окремо забарвлені частини, особливо якщо вони мають різні кольори, посилення також називається окремо: озброєний золотом із червоним язиком (все інше в основному кольорі), або червоноязикий у золотому озброєнні, (все, крім язика, золоте). Щоб підкреслити озброєння, віддають перевагу геральдичним металам, таким як золото та срібло.
Якщо у геральдичної тварини відсутня природна зброя, то вона неозброєна (беззбройна, роззброєна), наприклад орел без кігтів, лев без кігтів, кабан без ікол. Форма стає важливою, коли перераховані частини тварини відхиляються від основної пози.
На левів і орлів особливо впливає їхня частота в гербах, щоб відрізнити ідентичні герби з більш специфічними атрибутами. Інші атрибути можна назвати в одному, наприклад, озброєний синім і коронований.
Правила геральдики визначають колір гербів геральдичних тварин залежно від їх кольору та кольору поля (фону). Їх суворо не дотримуються, але вони присутні в більшості гербів, оскільки відповідно до принципу чергування рекомендують найбільш контрастні поєднання, що важливо для герба як графічного розпізнавального знака. У разі оформлення озброєння за правилами його колір при блазонуванні (описі) герба часто пропускається.
Не слід плутати герби тварин з озброєнням та тварин зі зброєю, які вони тримають на даному гербі. Такі предмети (мечі, сокири тощо) не підпадають під правила озброєння, хоча часто з практичних міркувань (контраст кольорів герба) їх також фарбують в інший колір.

## Особливий герб
Спеціальними гербами для частин тіла є (для «кольору» використовується тонування арматури, яка відрізняється від тварини):
- Кінь з іншого кольору гривою — гривастий «забарвлення».
- Кінь з іншим кольором рота — з «кольоровим» ротом.
- Тварини з іншим кольором зубів — з «кольоровими» зубами.
- Тварини з іншим кольором очей — з «кольоровими» очима.
- Тварини з іншим кольором вух — з «кольоровими» вухами.
- Птахи з іншим кольором дзьоба — з «кольоровим» дзьобом.
- Змії з іншим кольором язика — з «кольоровим» язиком.

Якщо тварини (орли, дельфіни) не показують очі (вони заплющені) та язик або риби з відкритим ротом, вони несвіжі. Якщо для важливо описувати полум'я з вух і рота, то це — вогненна, полум'яна (пантера). Якщо у кабана піднятий хобот або ікла, у слона — бивні, тобто озброєння, такі фігури описуються як озброєні. Ці геральдичні звірі без бивнів і зубів беззбройні. У випадку пантів, стрижнів чи рогів «колір» використовується для опису забарвлення рогатих тварин.
Для всіх виразів використовуються також менш архаїчні форми: гривастий, зубастий, окактий, … або зубаті, дзьобаті, … можливо, або спосіб вираження взагалі ближчий до природної мови.

## Приклад
| # | колір тварини   | колір поля       | колір зброї          | приклад |
| - | --------------- | ---------------- | -------------------- | ------- |
| 1 | золотий         | червний          | синій                |         |
| 2 | золотий         | будь-який інший  | срібний або червоний |         |
| 3 | срібний         | синій або чорний | червний              |         |
| 4 | срібний         | будь-який інший  | золотий              |         |
| 5 | червний         | золотий          | синій                |         |
| 6 | будь-який інший | золотий          | червний              |         |
| 7 | червний         | срібний          | синій                |         |
| 8 | будь-який інший | срібний          | червний              |         |